# Rioverde (Ecuador)
Rioverde è una parrocchia urbana dell'Ecuador, capoluogo dell'omonimo cantone, nella provincia di Esmeraldas.